# Dallas Friday
Dallas Friday, född 6 september 1986 i Orlando, Florida, är en amerikansk wakeboardåkare. Dallas fullständiga namn är Dallas Jacqueline Friday.